# Fermi-paradoxon

Az arecibói üzenet grafikus reprezentációja – az emberiség első próbálkozása, hogy rádióhullámok használatával tudassa létezését idegen civilizációkkal

A Fermi-paradoxon feltételezhető ellentmondás a földön kívüli civilizációk létezésének magas becsült valószínűsége és az ilyen civilizációk létezésére utaló bizonyítékok hiánya között.
Az Univerzum életkora és hatalmas számú csillaga azt feltételezi, hogy ha a Föld tipikus bolygó, akkor a földön kívüli élet általánosan elterjedt kell, hogy legyen. Miközben 1950-ben kollégáival (vélhetően Teller Ede, Emil Konopinski és Herbert York) ebéd közben erről beszélgetett, a fizikus Enrico Fermi azt kérdezte: „Hol vannak?” – másképp: „Hol van mindenki?” („Where is everybody?”)
Fermi felvetette a kérdést: hogyan lehet az, hogy ha számos fejlett földön kívüli civilizáció létezik a Tejútrendszerben, még nem találtunk olyan bizonyítékokat, mint idegen űrszondák, idegen űrjárművek vagy rádióadások. Fermit tartják annak, aki jelentősen leegyszerűsítette a földön kívüli élet valószínűségének problémáját. Azonban a téma szélesebb körű vizsgálata 1975-ben, Michael Harttal kezdődött el, és az elméletre néha úgy hivatkoznak, mint „Fermi–Hart-paradoxonra”.
Voltak és jelenleg is folynak kísérletek a Fermi-paradoxon feloldására, földön kívüli civilizációk létezésére utaló közvetlen vagy közvetett bizonyítékok keresésével, valamint olyan elméletek felállításával, amik kijelentik, hogy ilyen élet az emberek tudta nélkül is létezhet. Az ellenvélemények azt feltételezik, hogy nem létezik intelligens földön kívüli élet, vagy csak olyan ritkán fordul elő, hogy az emberek soha sem léphetnek kapcsolatba ezekkel az életformákkal.
Sok tudományos munka összpontosult a földön kívüli élettel kapcsolatos elméletek és az ilyen élet lehetséges modelljeinek kidolgozására, amelyeknek nagy részében, a Fermi-paradoxon egy elméleti hivatkozási pont lett. A probléma számos tudományos értekezést szült, amelyek közvetlenül ezt tárgyalják, amíg a hozzá kapcsolódó különböző kérdésekkel olyan változatos területeken foglalkoznak, mint a csillagászat, biológia, ökológia és a filozófia. A formálódó új terület, az asztrobiológia interdiszciplináris megközelítést hozott a Fermi-paradoxon és a földön kívüli élet létezésének kérdéseibe.

## A paradoxon alapja
A Fermi-paradoxon ellentmondás a méretek és más adatok alapján (erősen becslés jellegű) feltételezhető valószínűségek és a bizonyítékok hiánya között. Egy teljesebb definíciót az alábbi módon lehetne megadni:

„A világegyetem nagyságának és korának figyelembe vételével arra a következtetésre juthatunk, hogy a földön kívül is létezniük kell technikailag fejlett civilizációknak. Mivel azonban ezt a következtetést bizonyítékokkal eddig nem sikerült alátámasztani, úgy tűnik, ellentmondásba ütközünk.”

A paradoxon alapja „a méretek érve”, amelyet számokkal lehet kifejezni: A Tejútrendszerben található csillagok becsült száma 250 milliárd (2,5 × 1011), és ez a szám 70 trilliárd (7 × 1022) a Világegyetem látható részére vetítve. Még ha elhanyagolhatóan kicsi is lenne az intelligens élet jelenlétének aránya az e csillagok körül keringő bolygókon, akkor is nagyszámú civilizációnak kellene léteznie akár csak a Tejútrendszeren belül is. Ez az állítás a középszerűség elvét feltételezi, miszerint a Föld nem különleges, csupán egy bolygó a sok közül, amelyre ugyanazok a szabályok, hatások és valószínű kimenetelek vonatkoznak, mint bármelyik másik világra. A Drake-formula néhány becslése alátámasztja ezt az állítást, habár a kalkulációk mögötti feltételezések is vita tárgyát képezik.
Fermi gondolatmenetében ennél többet is állított: ha adottnak vesszük az intelligens életnek azt a képességét, hogy megoldja a véges környezeti erőforrások problémáját, és hajlamosságát az új életterek kolonizálására, valószínűnek tűnik, hogy bármilyen fejlett civilizáció előbb-utóbb, új erőforrásokat keresve, először kolonizálná a saját bolygórendszerét, majd a környezőeket. Tehát a földihez hasonló életre alkalmas világok nagy száma alapján könnyen feltételezhető nemcsak az idegen civilizációk léte, de különféle erőforrásbecslések és a rendelkezésre álló idő alapján egy ilyen civilizáció elterjedése, megtelepedése a Galaxis észrevehetően jelentékeny részében, ennek eredményeképp pedig a Föld meglátogatása is. Azonban, mivel az Univerzum 13 milliárd éves történetét tekintve jelenleg nincsen más intelligens életre utaló megdönthetetlen és elfogadható bizonyíték a Földön, vagy bárhol máshol az ismert Univerzumban, ezért feltehető, hogy az intelligens élet mégis ritka, vagy az intelligens fajok általános viselkedéséről alkotott feltevéseink tévesek.
A Fermi-paradoxon kérdése kétféleképpen is feltehető. Az első formája úgy hangzik, hogy „Idegenek vagy a nyomaik a Galaxisból miért nincsenek fizikailag is itt?” Ha a csillagközi utazás lehetséges számukra, még ha a „lassú”, a földi technika számára is elérhető változatban, akkor is csak 5-50 millió évbe telne kolonizálniuk az egész galaxist. Ez viszonylag rövid időtáv geológiai mércén mérve, és még inkább az kozmikus viszonylatokban. Mivel számos csillag idősebb a Napnál, valamint intelligens élet korábban kialakulhatott máshol is, felmerül a kérdés, hogy miért nincs a galaxis máris teljesen kolonizált állapotban. Még ha a kolonizáció célszerűtlen vagy érdektelen is az összes idegen civilizáció számára, a galaxis nagyarányú felfedezése még mindig lehetséges; a felfedezés lehetséges módjait és az ezekhez alkalmazott elméleti szondatípusokat bemutatjuk lentebb. Ennek ellenére eddig semmilyen kolonizálásra vagy felfedezésre utaló nyomot nem találtunk.
A fenti állítás talán nem érvényes egységesen az Univerzum egészére, hiszen a jelentősen nagyobb utazási idő elég jól indokolja a távoli galaxisokból érkező idegenek jelenlétének hiányát. Ugyanakkor felvetődik a kérdés: „Miért nem látunk intelligens életre utaló nyomokat az Univerzumban?”, miközben egy elég fejlett civilizáció potenciálisan észlelhető lenne a megfigyelhető Univerzum jelentős részén. Még ha az ilyen civilizációk ritkák is, mivel észlelhetőek lennének nagy távolságokból is, ezért számos lehetséges élőhelyük a látómezőnkben lenne. Ezzel szemben eddig ilyen civilizációkra utaló nyomokat nem találtunk.
Egyelőre nem világos, hogy a paradoxon melyik változata erősebb.

## Kapcsolódó felvetések

### A Drake-formula és az antropikus elv
Számos elmélet és elv kapcsolódik a Fermi-paradoxonhoz, de a legközelebb a Drake-egyenlet (vagy Drake-formula) és az antropikus elv áll hozzá.
Az előbbi formulát dr. Frank Drake alkotta meg 1960-ban, egy évtizeddel az után, hogy Enrico Fermi felvetette a problémát. Drake megpróbálta rendszerbe foglalni és megbecsülni a földön kívüli élethez kapcsolódó számos valószínűségi változó értékét. A spekulatív faktorok az egyenletben a következőek: a csillagképződés intenzitása a galaxisban; a bolygóval rendelkező csillagok száma és azon bolygók száma, amelyek lakhatóak; azon bolygók száma, amelyeken kialakul élet és később kommunikációra képes, intelligens élet; és végül az ilyen civilizációk várható élettartama. Az alapvető probléma az, hogy az utolsó négy feltétel (életet hordozó bolygók aránya, intelligencia kialakulásának esélye, a kommunikációképesség esélye, és a kommunikációképes civilizációk élettartama) valószínűsége teljesen ismeretlen. Mindössze egyetlen példánk van, amelyből lehetetlen statisztikai következtetéseket levonni, ráadásul ez az egy példa erős antropikus elfogultságnak van kitéve.
A Drake-egyenletet egyaránt próbálták optimista és pesszimista módon felhasználni, ami jelentősen eltérő eredményekhez vezetett. 1966-ban dr. Carl Sagan optimista értékeket használva arra a feltételezésre jutott, hogy a Tejútrendszerben akár egymillió kommunikációra képes civilizáció található. Később azonban kijelentette, hogy ez a szám ennél sokkal kisebb lehet. Az olyan szkeptikusok, mint Frank J. Tipler, pesszimista értékek felhasználásával arra jutottak, hogy a galaxisonkénti civilizációk átlagos száma sokkal kevesebb, mint egy. (Vegyük észre, hogy a „mi” galaxisunkban, jelenleg ez a szám legalább egy. Ez egy kitűnő példája az antropikus elfogultságnak. Minden további galaxis, amelyben élnek olyan lények, akik feltehetik ezt a kérdést, szintén legalább egy civilizációval rendelkezik, bármennyire is alacsony az átlag értéke. Ellenkező esetben nem létezne senki, aki feltehetné a kérdést.)
Frank Drake maga is elismerte, hogy a Drake-egyenlet önmagában valószínűtlen, hogy feloldaná a Fermi-paradoxont, ehelyett leginkább csak a jelenlegi ismerethiányunk rendszerezésének egy módja. Újabban azt is megkérdőjelezik, hogy a formula egyáltalán maradéktalanul leírja-e a földön kívüli intelligencia kutatásával kapcsolatos ismeretlen tényezőket, újabban például találtak olyan csillagközi bolygókat, melyek nem keringenek csillagok körül, a Drake-formula viszont hallgatólagosan feltételezi, hogy bolygó csak csillag körül keringhet. A Naprendszer megismerése során a lakhatósági zónák elmélete is bizonytalanná vált: a Jupiter Europé és a Szaturnusz Titán holdjain is – melyek a lakhatósági zónán kívül vannak – találtak az élet számára potenciálisan alkalmas helyszíneket.

## A paradoxon empirikus feloldása
Nyilvánvaló módja a Fermi-paradoxon feloldásának az lenne, ha megdönthetetlen bizonyítékot találnánk a földön kívüli intelligencia létezésére. 1960 óta tesznek különböző kísérleteket ilyen bizonyítékok keresésére. Mivel az emberiségnek még nem adatik meg a csillagközi utazás lehetősége, az ilyen kutatások csak nagy távolságból folyhatnak, és alapos vizsgálatra, valamint csak nagyon nehezen észlelhető bizonyítékokra alapozhatnak. Ez behatárolja a lehetséges felfedezéseket olyan civilizációkra, amelyek észlelhető módon változtatják meg a környezetüket, vagy olyan jelenségeket gerjesztenek, amik nagy távolságból észlelhetőek (mint például a rádióhullámok). A fejlett technikát nem használó civilizációk Földről való észlelhetőségének lehetősége a közeljövőben még nagyon valószínűtlen.
A keresés során az egyik nehézséget az jelenti, hogy nem mindig tudjuk elkerülni a túlságosan antropomorf nézőpontot. A lehetséges bizonyítékok típusára való következtetések gyakran arra összpontosítanak, hogy az emberiség milyen tevékenységeket végzett a múltban, vagy hogyan viselkedne fejlettebb technika birtokában. Az intelligens idegenek azonban talán elkerülik ezt az „elvárt” viselkedésformát, vagy az emberek számára teljesen ismeretlen tevékenységeket folytatnak.

### Rádiósugárzás
A rádiótechnikát, a rádióteleszkópok építésének képességét a fejlett technikával rendelkező fajok fejlődésének természetes állomásaiként tartják számon, és ezek elméletileg olyan jelenségeket hoznak létre, amelyek csillagközi távolságokból is észlelhetők. A mi Naprendszerünk figyelmes tanulmányozói például szokatlanul erős rádióhullámokat észlelnének egy G2-es típusú csillaghoz képest a Föld televíziós és telekommunikációs adásai miatt. A természetes okok hiányában az idegen megfigyelők kikövetkeztethetnék a földi civilizáció létezését.
Ez alapján, az űrből érkező rádiósugárzásban jelentkező nem természetes eredetű jelek figyelmes keresése idegen civilizáció felfedezéséhez vezethet. Az ilyen jelek lehetnek „véletlen” melléktermékei a civilizációnak, vagy szándékos próbálkozások a kommunikáció felvételére. Ilyen volt például a Communication with Extraterrestrial Intelligence által készített arecibói üzenet. Számos csillagász és obszervatórium kísérelte meg és kísérli meg ma is hasonló bizonyítékok észlelését, leginkább a SETI szervezetén keresztül, habár más megközelítések is léteznek, mint például az optikai SETI program.
Jó néhány évtizednyi kutatás után a SETI még nem fedezett fel egyetlen fősorozati csillagot sem, ahonnan szokatlanul élénk vagy jelentést hordozó, ismétlődő rádiósugárzás érkezne, ugyanakkor több lehetséges jelölt is volt: 1977. augusztus 15-én a „Wow! jelet” vette fel a Big Ear rádiótávcső. Csak 72 másodpercig tartott és többé nem ismétlődött meg. 2003-ban a SHGb02+14a rádióforrást izolálta a SETI@home analízise, bár jelentőségét később, a további tanulmányozás során majdnem teljesen elvetették. Számos technikai jellegű feltevés ássa alá a SETI programot, amelyek azt okozhatják, hogy az emberi kutatók lemaradnak bizonyos rádióadásokról a jelenlegi elégtelen keresési technikák következtében; ezekről a feltevésekről lentebb esik szó.

### Közvetlen bolygómegfigyelés

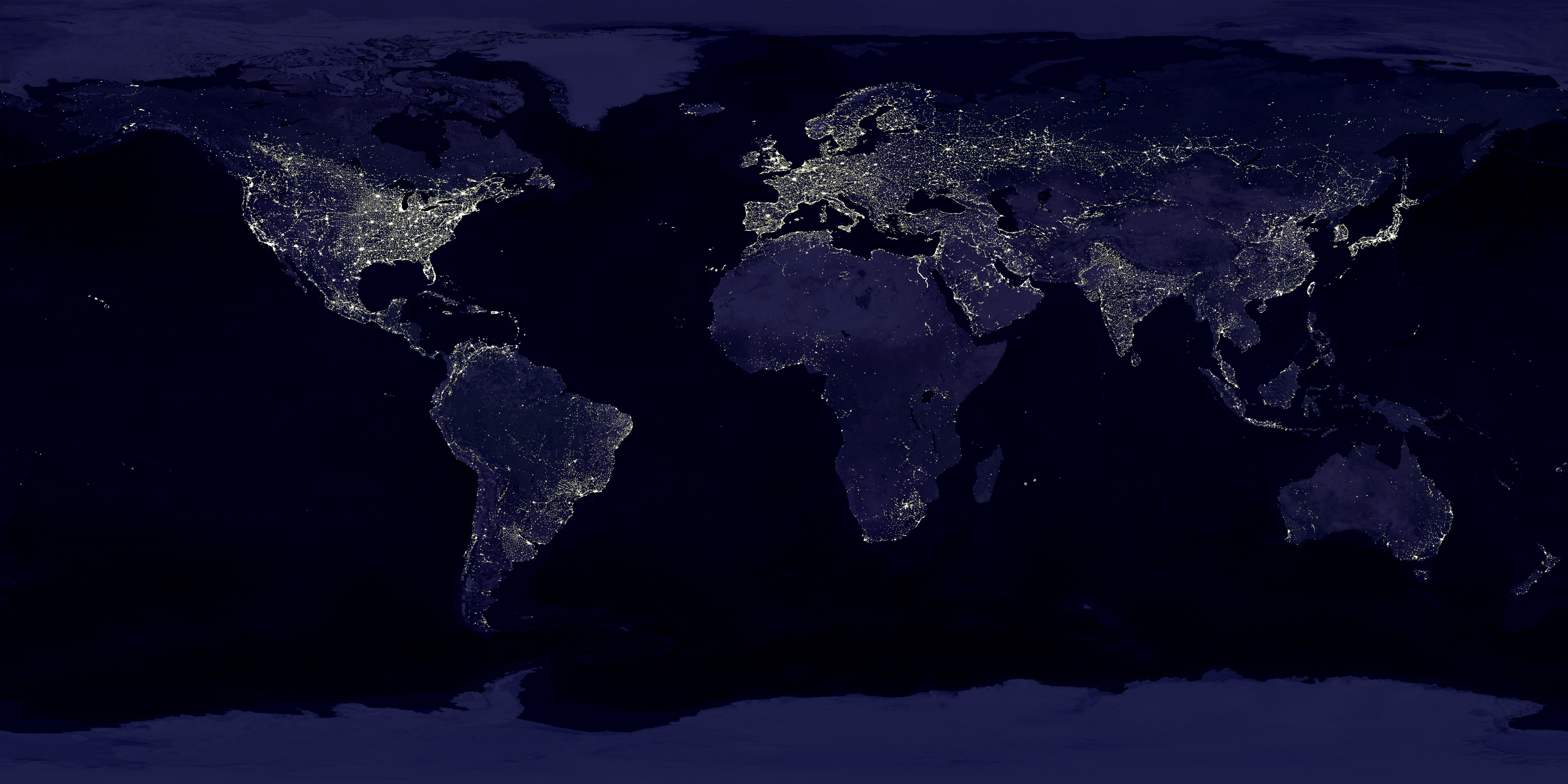
Képkompozíció az éjszakai Földről. Az emberi civilizáció akár optikai úton is észlelhető az űrből.

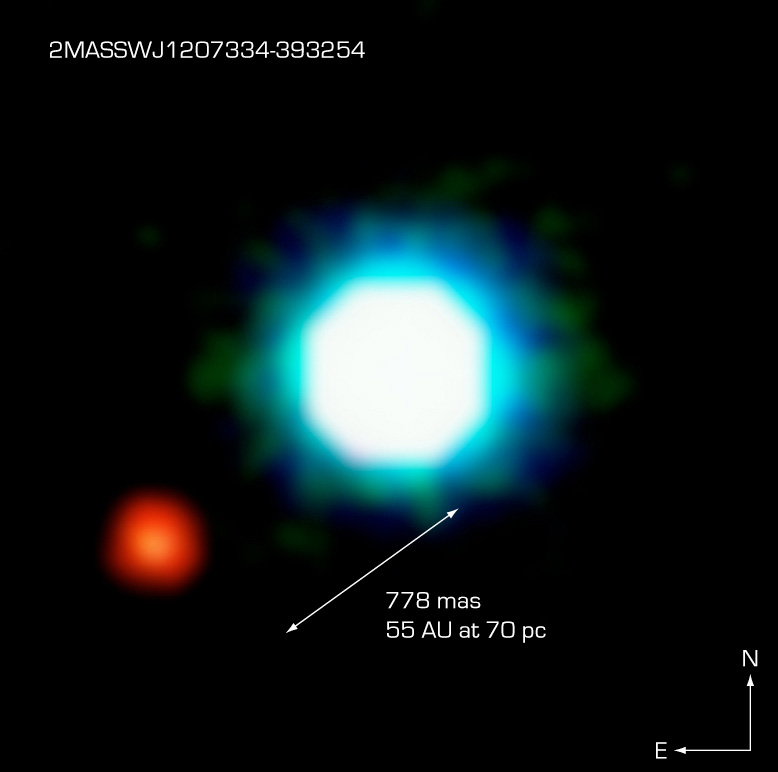
A 2M1207 barna törpe (kék) és bolygója (2M1207b, vörös) a VLT 2006 szeptemberi felvételén. Ez volt az első exobolygó, amelyet közvetlenül sikerült megörökíteni.

Az exobolygók észlelésének és osztályozásának lehetősége a csillagászati műszerek és észlelési módszerek napjainkban tapasztalható fejlődésének köszönhető. Bár ez új terület a csillagászatban – az első exobolygó felfedezését ismertető publikációt 1989-ben tették közzé – lehetséges, hogy a közeljövőben olyan bolygókat találunk, amely képes az élet fenntartására.
A jövőben talán megfigyelhetőek lesznek az élet jelenlétére utaló közvetlen bizonyítékok, például ha biotikus aktivitást jelző gázok (mint a metán és az oxigén) – vagy technológiailag fejlett civilizáció ipari eredetű légszennyezése – mutathatóak ki egy exobolygó légkörében, színképelemzés segítségével. Az űr megfigyelhetőségének fejlődésével egyszer talán olyan látható, közvetlen bizonyíték észlelésére is lesz lehetőség, mint amit például az emberiség is produkál (lásd jobbra).
Azonban az exobolygók ritkán figyelhetők meg közvetlenül (az első sikeres észlelést 2004-ben végezték), leginkább azokból a hatásokból következtetnek létezésükre, amiket arra a csillagra gyakorolnak, amely körül keringenek. Ez azt jelenti, hogy általában csak az exobolygó tömege és keringési pályája határozható meg. Ezekből az információkból, valamint a rendszer központi csillagának színképosztályából, és az exobolygó feltételezett anyagszerkezetéből (amire általában a bolygó tömege és napjától való távolsága alapján következtethetünk), lehetővé válik közelítő becslést végezni a bolygó éghajlatáról és felszíni jellemzőiről.
A jelenlegi exobolygó-észlelési módszerekkel nem valószínű, hogy életet hordozó földszerű világokra bukkanjunk. Olyan módszerek segítségével, mint a gravitációs mikrolencsék megfigyelése, akár a Földnél kisebb, Naprendszeren kívüli bolygók is észlelhetőek, de csak nagyon rövid ideig és további követésük nem lehetséges. Más módszerek, mint a radiális sebesség mérésének módszere és az asztrometria lehetővé teszik az exobolygók hatásainak hosszú távú megfigyelését, de csak olyan világok esetében használhatóak, amelyeknek tömege sokszorosa a Jupiterének. Ezek nem tűnnek a földihez hasonló élet hordozására jó jelöltnek, de az exobolygó-észlelés és osztályzás a csillagászat nagyon gyorsan fejlődő területe, aminek keretében 241 ilyen bolygót fedeztek fel 1988 és 2007 között, és az első, feltehetően földszerű bolygót, amely a napjának lakható zónájában kering, 2007-ben találták meg. Remélhető, hogy az egyre kifinomultabb exobolygó-észlelési módszerek földszerű bolygók nagyobb arányú felfedezéséhez és hosszú távú megfigyeléséhez vezetnek. A fejlődés lehetővé tenné számunkra, hogy jobb rálátással bírjunk arra, hogy mennyire elterjedtek a potenciálisan lakható világok, és így jobb képet kaphatnánk arról, milyen lehet az élet elterjedtsége az Univerzumban, ami persze jelentős hatással van a Fermi-paradoxonnal kapcsolatos elvárásokra is.

### Idegen szerkezetek

#### Szondák, kolóniák, és egyéb feltételezett eszközök
Ahogyan az már korábban felvetődött: tekintve az Univerzum méretét és életkorát, valamint az intelligens élet lehetséges terjeszkedésének viszonylagos gyorsaságát, idegen kolonizálási kísérletek hihető bizonyítékaival kellene találkoznunk. Továbbá, az idegenek által az Univerzum felfedezésére tett kísérletek nyomai, űrszondák és adatgyűjtő eszközök várhatnak felfedezésre.
Néhány elméleti felfedezési eljárással, mint a Neumann-szondával, akár fél millió év alatt teljeskörűen felderíthető egy Tejútrendszer méretű galaxis, az eredmények értékéhez képest viszonylag kis energia- és nyersanyag-ráfordítással. Ha a Tejútrendszerben csak egyetlen civilizáció próbálkozott ezzel korábban, hasonló szondák szóródhattak szét az egész galaxisban. Az ilyen szondákra utaló bizonyítékok talán megtalálhatók a Naprendszerben is – esetleg a kisbolygóövben, ahol a nyersanyagok nagy mennyiségben rendelkezésre állnak és könnyen hozzáférhetőek.
Az emberi lényeket kereső idegen szonda egy másik elképzelt fajtája a Bracewell-szonda. Az ilyen eszköz autonóm űrszonda lenne, aminek az a célja, hogy idegen civilizációk után kutasson és kapcsolatba lépjen velük (a Neumann-szondával ellentétben, amit általában csak felderítőként írnak le). Ezeket az óriási távolságban lévő „szomszédok” esetében lassúnak bizonyuló, fénysebességű dialógus alternatívájaként vetették fel. Ahelyett, hogy a rádiós beszélgetés akár évszázadnyi hosszú késleltetéseivel vesződnének, egy szonda, ami mesterséges intelligenciával rendelkezik, megkeresne egy idegen civilizációt, hogy rövid távú kommunikációt kezdeményezzen a felfedezett civilizációval. Az ilyen szonda által gyűjtött információnak így is fénysebességgel kellene visszajutnia a küldő civilizációhoz, de az adatgyűjtő dialógus valós időben történne.
1950-től napjainkig a Naprendszernek egy kis részén már folyt közvetlen keresés, de nincs rá bizonyíték, hogy valaha is idegen telepesek vagy szondák látogatták volna meg. A Naprendszer azon részeinek részletes felderítése, amelyekben a nyersanyagok bőven rendelkezésre állnak – mint a kisbolygóöv, a Kuiper-öv, az Oort-felhő és a különböző bolygók gyűrűrendszerei – még rejthetnek magukban ilyen bizonyítékokat, azonban a világűr ilyen hatalmas részét nehéz megfelelően átvizsgálni. Voltak már kezdetleges erőfeszítések ebben az irányban a SETA és SETV projektek keretében, amelyeket azért hoztak létre, hogy földön kívüli tárgyi leleteket vagy a földönkívüliek látogatásának nyomait keressék a Naprendszerben. Mások mellett Robert Freitas és Francisco Valdes kutatók arra is kísérletet tettek, hogy az esetleg a Föld környezetében lévő Bracewell-szondáknak jelezzenek, idecsalogassák vagy aktiválják őket. Az ebbe a tárgykörbe tartozó kutatások nagy részét „elvont” tudománynak tekinti a csillagásztársadalom, talán azért is, mert eddig egyiknek sem sikerült idegen leletre bukkannia.
Ha idegen leletet fedeznénk fel, akár itt a Földön, lehet, hogy nem is ismernénk fel. Egy idegen elme és fejlett idegen technológia termékei talán nem érzékelhetőek vagy ismerhetőek fel, mint idegen szerkezetek. A biomérnöki munkával, szintetikus biológia felhasználásával előállított felderítő eszközök egy idő után feltehetőleg elbomlanának, és nem hagynának maguk után nyomokat; molekuláris nanotechnológiára alapozott idegen adatgyűjtő rendszer akár most is körülöttünk lehet, teljesen észrevétlenül. Clarke harmadik törvénye arra utal, hogy egy idegen civilizáció olyan módokon is képes lehet a megfigyelésre, amelyek még felfoghatatlanok az emberi lények számára.

#### Fejlett, csillagméretű szerkezetek

Az elméleti Dyson-gömb egy változata. Az ilyen nagy kiterjedésű szerkezetek drasztikusan megváltoztatnák egy csillag spektrumát.

1959-ben dr. Freeman Dyson megfigyelést tett közzé, miszerint minden fejlődő emberi civilizáció energiafelhasználása folyamatosan nő, és elméletileg egy elég érett civilizációnak a napja által termelt „összes” energiára szüksége van. A Dyson-gömb volt a kísérleti felvetés, ami megoldást adhat erre: megfelelő objektumokból álló felhő vagy burok egy csillag körül, ami annyi kisugárzott energiát gyűjt be, amennyit csak lehetséges. Egy ilyen asztromérnöki teljesítmény drasztikus hatással lenne a nap megfigyelhető spektrumára, legalább részben megváltoztatná a természetes csillaglégkör eredeti emissziós vonalát, ami feketetest-sugárzásra hasonlítana, amely valószínűleg az infravörös tartományban tetőzne. Dyson úgy vélte, hogy a fejlett idegen civilizációk talán a csillagok színképének vizsgálatával fedezhetőek fel, ilyen megváltoztatott spektrumokat keresve.
Azóta számos más elméleti csillagméretű „megaépítmény” gondolata vetődött fel, de a központi gondolat az maradt, hogy egy elég fejlett civilizáció – 2. vagy nagyobb fejlettségű a Kardasov-skálán – olyan mértékben megváltoztathatja környezetét, hogy az csillagközi távolságokból is észlelhető.
Ugyanakkor az ilyen szerkezeteket talán nehezebb észrevenni, mint eredetileg gondolták. A Dyson-gömböknek más emissziós színképe is lehet, a gömbön belül kialakított belső környezettől függően; a magas hőmérsékleten kialakult életnek talán magas hőmérsékletű környezetre van szüksége, ami „kárbaveszett sugárzás” megjelenéséhez vezethet, de nem az infravörös, hanem a látható spektrumban. Emellett felvetődött a Dyson-gömb egy olyan lehetséges változata, amely nagy távolságokból csak nehezen lenne észlelhető; a Matrjoskaagy koncentrikus gömbök sorozata, amelyek közül mindegyik kevesebb energiát sugároz kifelé, mint belső szomszédja. A legkülső ilyen gömb hőmérséklete közel lehetne a csillagközi tér háttérsugárzásának hőmérsékletéhez, így nagy távolságból gyakorlatilag láthatatlanná válna.
Voltak kezdetleges próbálkozások a Dyson-gömbök létezésére utaló bizonyítékok, vagy más, a Kardasov-skálán 2. és 3. fejlettségű, olyan hasonlóan hatalmas szerkezetek keresésére, amelyek megváltoztathatják a csillaguk színképét, azonban az optikai megfigyelések nem vezettek eredményre. A Fermilabnél létezik egy, a Dyson-gömbök keresésére létrehozott program, de az ilyen kutatások jelenleg még kezdetlegesek és nem teljes körűek.

## A paradoxonra adott elméleti magyarázatok
A témával foglalkozó tudósok egy része elfogadja, hogy a bizonyítékok nyilvánvaló hiánya igazolja, hogy nincsenek földönkívüliek és megpróbálja megmagyarázni, miért nem. Mások olyan lehetőségeket vázolnak fel, amelyekben a „némaságuk” megmagyarázható az ilyen élet lehetőségének kizárása nélkül. Az elméletek között a földönkívüliek viselkedéséről és technológiájáról alkotott feltevések is szerepelnek.

### Jelenleg nem léteznek más civilizációk
A legegyszerűbb magyarázat az, hogy az emberi faj valóban „egyedül” van a Tejútrendszerben. Ezt a vonalat képviselő, számos elmélet merült fel, ami megmagyarázná, hogy az intelligens élet miért nagyon ritka, vagy nagyon rövid életű.

#### Nem fejlődött ki más civilizáció
Akik úgy gondolják, hogy nem létezik intelligens földön kívüli élet, azzal érvelnek, hogy az élet kifejlődéséhez – vagy a kevésbé összetett élethez – szükséges körülmények ritkák, vagy akár egyedül a Földön adottak. Ez ritka Föld elméletként ismert, ami azzal próbálja meg feloldani a Fermi-paradoxont, hogy visszautasítja a középszerűség elvét és azt feltételezi, hogy a Föld szokatlan vagy akár egyedülálló. Bár a magányos Föld eszméjének filozófia- és vallástörténeti hagyománya van, a ritka Föld elmélet számszerűsíthető és statisztikai érveket használ, hogy alátámassza azt, hogy a többsejtű élet kimondottan ritka az Univerzumban, mivel a földszerű bolygók maguk is nagyon ritkák vagy számos valószínűtlen egybeesésnek kell létrejönnie ahhoz, hogy a földihez hasonló összetett élet kialakulhasson. Mások ugyanakkor rámutattak, hogy összetett élet más mechanizmus szerint is kialakulhat, a földitől akár jelentősen eltérő körülmények között. Az a tény, hogy a földi élet hosszú története során csak egyetlen faj fejlődött olyan szintre, hogy képes legyen az űrutazásra és a rádiótechnika használatára, úgy tűnik, több hitelt adhat annak a felvetésnek, hogy a technológiailag fejlett civilizációk ritkaságnak számítanak az Univerzumban.
A "ritka Föld" elméletének legkézenfekvőbb támadási pontja a földihez hasonló élet létrejöttének ritkaságának, valószínűtlenségének feltételezése. A földi élet keletkezését firtató tudományos munka először mintegy fél évszázada (tehát relatíve nemrég), a huszadik század ötvenes-hatvanas éveiben ért el komolyan vehető sikereket, a kutatás azóta gyakorlati értelemben megtorpant. Csak számtalan – az információhiány miatt jobbára spekulatív fázisban maradt – több-kevesebb részletességgel kidolgozott elmélet létezik, a Miller–Urey-kísérlethez hasonló eredmények azonban hiánycikknek számítanak. Ez azt jelenti, hogy a látszat ellenére valójában nagyon kevés biztosat tudunk az "ősnemzésről" – hogy pontosan hogyan és miért keletkezett az Ősföldön először élettelen anyagból élő (noha arról, hogy mindez hogyan lehetett, egyre részletesebbek az elképzeléseink) és így ennek módjáról és gyakoriságáról végső soron csak találgatásokra vagyunk utalva. Ennélfogva ez a jelenség akár valószínűtlenül ritka is lehet. Még ha az élethez szükséges feltételek általánosak is az Univerzumban, az élet keletkezésének folyamata olyan molekulák összetett halmazát igényli, amelyek egyszerre képesek a szaporodásra, a saját maguk létrehozására szükséges alapanyagok előállítására vagy környezetükből való kinyerésére, és energiatermelésre, amit a szaporodására használhat fel (vagy a kezdeti abiogenezisre egy, az élet hordozására képes bolygón), hogy ezek létrejötte talán nagyon valószínűtlen, még ha a megfelelő kezdeti feltételekkel rendelkező világok általánosak is.
Az intelligencia megjelenése például akár evolúciós véletlen is lehet. Geoffrey Miller amerikai evolúciópszichológus felvetette, hogy az emberi intelligencia a megszaladt nemi szelekció következménye is lehet, ami megjósolhatatlan irányokat vehet. Steven Pinker, How the Mind Works (Hogyan működik az elme) című könyvében, arra figyelmeztet, hogy az általános vélekedés, miszerint az élet evolúciója (miután az élet elért egy bizonyos összetettséget) törvényszerűen intelligens lények kifejlődéséhez vezet, az „evolúciós lépcső” tévképzetéből adódik: az evolúció nem törekedik egy bizonyos célra, csak megtörténik, azokat az alkalmazkodási technikákat használja, amik egy adott környezeti berendezkedéshez hasznosak, és az a tény, hogy a Földön ez csak egyszer vezetett a beszédképes tudat megjelenéséhez, arra utal, hogy ez az alkalmazkodási forma csak ritkán jó választás és emiatt nem tekinthető az abszolút csúcspontnak egy életfa evolúciós folyamatában.
Amíg feltehető, hogy a ritka Föld elmélet előnyben részesíti a földi élet alaptulajdonságait és az azokban megszokott információfeldolgozási módszereket, addig az antropikus elv egyik változata marad. Azon antropikus elv egyik változata, amely azt állítja, hogy az világegyetem egyedül az emberi intelligencia kifejlődésének kedvez. Ez a filozófiai álláspont nem csak a középszerűség elvének mond ellent, de az általánosabb kopernikuszi elvnek is, ami kijelenti, hogy az Univerzumban nincsenek kiemelt pontok.
Az ellentábor elveti mind a ritka Föld elméletet, mind pedig az antropikus elvet, nem veszi ezeket komolyan, mint tautológiákat – ha a világegyetemben léteznie kell egy feltételnek az emberi élet kialakulásához, akkor a világegyetem már kielégítette ezt a feltételt, mivel az emberi élet létezik – és mint földhözragadtnak vélt érveket. E szerint a gondolkodás szerint a ritka Föld elmélete összemossa a földi élet létrejöttének körülményeit a világegyetemre általánosan „törvényszerű” paradigmákkal, miután csak a Föld esetéből vont le következtetéseket. Bár annak a valószínűsége alacsony, hogy a Földre jellemző körülmények általánosan elterjedtek az világegyetemben, azt nem tudjuk, hogy az összetett életnek mire lehet szüksége a fejlődéshez.

#### Az intelligens élet hajlamos önmaga elpusztítására
Technológiai civilizációk talán általában vagy elkerülhetetlenül megsemmisítik önmagukat mielőtt, vagy röviddel azután, hogy kifejlesztik a rádió és az űrrepülés technológiáját. A kipusztítás lehetséges módjai közt szerepel a nukleáris háború, biológiai hadviselés vagy balesetszerű fertőződés, nanotechnológiai katasztrófa, veszélyes fizikai kísérletek, vagy a túlnépesedés és környezeti krízis miatt bekövetkező Malthus-féle katasztrófa. Ezt az alapvető témát már jól körüljárta a fiktív irodalom és az általános tudományos elmélkedések. Valóban vannak olyan, valószínűségekkel foglalkozó érvelések, amik azt állítják, hogy az emberi civilizáció vége inkább előbb, mint utóbb jön el. Carl Sagan és Joszif Sklovszkij 1996-ban azt vetették fel, hogy a technológiai civilizációk vagy hajlamosak elpusztítani önmagukat a csillagközi kommunikáció képességének megszerzése utáni első évszázadon belül, vagy megtanulják uralni önpusztító hajlamaikat és milliárd éves időskálán maradnak fenn. Az önpusztítás vizsgálható a termodinamika szabályai szerint is: amíg az élet egy szabályozott rendszert alkot, ami végig fenn tudja tartani a működését, akkor a „külső adás” vagy csillagközi kommunikatív fázis lehet az a pont, ahol a rendszer instabillá válik és megsemmisíti önmagát.
A darwini perspektívából nézve, az önpusztítás egyáltalán nem ellentmondásos kimenetele az evolúciós sikernek. Az evolúció ugyanis csak utólagos visszacsatolással működik: tehát nem képes előrelátóan megakadályozni, hogy egy faj kipusztítsa önmagát, amennyiben az hajlamos rá. Sőt, az a pszichológia, ami az emberi evolúció során, a szűk erőforrásokért folyó verseny közben alakult ki, az emberi fajt a mai napig agresszív, ösztönös hajtóerőnek teszi ki, hogy minél több erőforrást fogyasszon, növelje élettartamát és szaporodjon – ezek részben ugyanazok a motivációk, amik a technológiailag fejlett civilizációnk kifejlődéséhez vezettek. Lehetségesnek tűnik, hogy egy intelligens földön kívüli faj evolúciója során hasonló körülményeknek lehet kitéve, és így ugyanúgy fennáll az önmegsemmisítés lehetősége, habár ahhoz, hogy a kihalás ténye megfelelő válasszal szolgáljon Fermi kérdésére, arra lenne szükség, hogy ez teljesen általánosan igaz legyen és a valószínűsége minden esetben nagyon megközelítse az 1-et (elég, ha csak egy fajra nem igaz, és máris megint ott vagyunk Fermi kérdésénél). Korábban például felvetették, hogy egy sikeres idegen faj legvalószínűbben egy csúcsragadozó lenne, hasonlóan a Homo sapienshez.

#### Az intelligens élet hajlamos mások elpusztítására
Egy másik lehetőség az, hogy egy bizonyos technológiai fejlettséget elérő intelligens fajok elpusztítják a többi intelligenciát, miután azok megjelennek. Az elgondolást, miszerint valaki vagy valami intelligens életformákat semmisít meg az Univerzumban, olyan téma, amelyet nemcsak a sci-fi műfaj járt körül, de a tudományos irodalom is: és a csillagászok, evolúcióbiológusok és más tudósok közül is sokan vallják.
Egy faj talán terjeszkedési szándékai, paranoia vagy egyszerű agresszivitás miatt folyamodhat a kiirtás módszeréhez. 1981-ben Edward Harrison kozmológus arra is rámutatott, hogy az ilyen viselkedés elővigyázatosság címén is megtörténhet: egy intelligens faj, ami legyőzte ugyan saját önpusztító hajlamait, esetleg minden más, galaktikus terjeszkedésre szándékozó fajra egyfajta vírusként tekint.
Más civilizációk kiirtása önmagukat reprodukáló űrjárművekkel is megtörténhet. Egy ilyen helyzetben, még ha a gépeket megalkotó civilizáció már el is tűnt, a szondák túlélhetnék a készítőiket, és folytatnák a civilizációk elpusztítását a távoli jövőben is. Nehéz elképzelni, hogy egy intelligens faj valóban létre akarhatna hozni ilyen szondákat, mivel azok az alkotóikra is veszélyt jelentenének, ugyanúgy, mint minden más életre. Továbbá, ha a valódi céljuk az, hogy kolonizálják a galaxist, először is úgy érhetik el ezt a célt, hogy egyszerűen ők az elsők, akik megkezdik a kolonizációt, hiszen a galaxis kolonizálásához szükséges idő sokkal kisebb, mint a galaxis életkora.
Más civilizációk elpusztítása prózaibb okokból is elképzelhető. Számos sci-fiben fordulnak elő más fajokkal táplálkozó vagy rajtuk élősködő idegenek (Csillagkapu: Atlantisz (tévésorozat): lidércek, Dead Space (sci-fi TPS): necromorfok; ill. Halo (sci-fi FPS): a flood. E parazita fajok más civilizációk biomasszáját használják fel a saját maguk reprodukálására, azaz lényegében idegen fajokkal "táplálkoznak", akár egész galaxisokat kiirtva. Némely említett faj ehhez fejlett technikát használ.) Bár az nem valószínű – az eltérő biológiai fejlődési pálya miatt – hogy egy idegen civilizáció pont az emberiséget találná megfelelő tápláléknak, azonban ettől függetlenül még tekinthet rá és a Földre másféle értelemben kiaknázandó erőforrásként az alapvetően költséges kolonizációs folyamatban.

#### Az emberi lényeket talán egyedüliként alkották meg
A teológiai és filozófiai találgatások a földön kívüli intelligens életről korban messze megelőzték a témát feltáró modern tudományos kutatásokat. Néhány vallási gondolkodó, köztük a zsidó racionalista vallási vezető, Hasdai Crescas rabbi (1340-1410 vagy 1411) és Nicolaus Cusanus katolikus bíboros (1401-1464) már korábban felvetette, hogy létezhet ilyen intelligens élet. Ezzel szemben néhány, nyugati vallási hagyományokból merítő vallási irányzatban azt tanítják, hogy az emberi lények egyedülállóak az isteni tervben, és a más világokon létező intelligens élet lehetőségébe vetett hit ellen érvelnek.
Ugyanakkor más egyházak, mint a lutheránusok tanai szerint a Biblia nem tartalmaz olyan utalásokat miszerint kizárólag az emberi civilizáció lett volna a teremtés célja. Azzal érvelnek, hogy főleg az Újszövetség számos, egymással egybevágó és egymást kiegészítő megjegyzést tesz arról, hogy a Biblia nem egy teljességre törekvő enciklopédia, hanem elsősorban csak az ember és teremtőjének viszonyára szorítkozik. Mindezt pedig az ókori emberek nyelvén és a számukra felfogható fogalmak körén belül tárgyalja. Ebből a gondolatkörből kiindulva a Biblia nem feltétlenül mond ellent sem a mai tudománynak, sem a földön kívüli civilizációk esetleges létezésének. E nézőpont katolikus vetülete, más civilizációk létezésének gondolata Giordano Bruno műveiben tűnik ki.
A földön kívüli intelligens élet létezésének megkérdőjelezése mögött álló vallási okok bizonyos tekintetben hasonlítanak a ritka Föld hipotézisre. Az érv ebben az esetben az erős antropikus elv egy teológiai változata: az Univerzum azzal az egyedi céllal lett megtervezve, hogy létrehozza az emberi (és csakis emberi) intelligenciát.

### Valóban léteznek, de mi nem találunk bizonyítékot
Az is lehetséges, hogy léteznek földön kívüli technológiai civilizációk, de az emberi lények nem képesek kommunikálni velük különböző megkötések miatt: a távolságból vagy technológiából adódó problémák; mert a természetük egyszerűen túl idegen az értelmes kommunikációhoz; vagy, mert az emberi társadalom nem hajlandó elismerni a jelenlétükre utaló bizonyítékok hitelességét.

#### A kommunikáció a távolságokból adódó problémák miatt lehetetlen

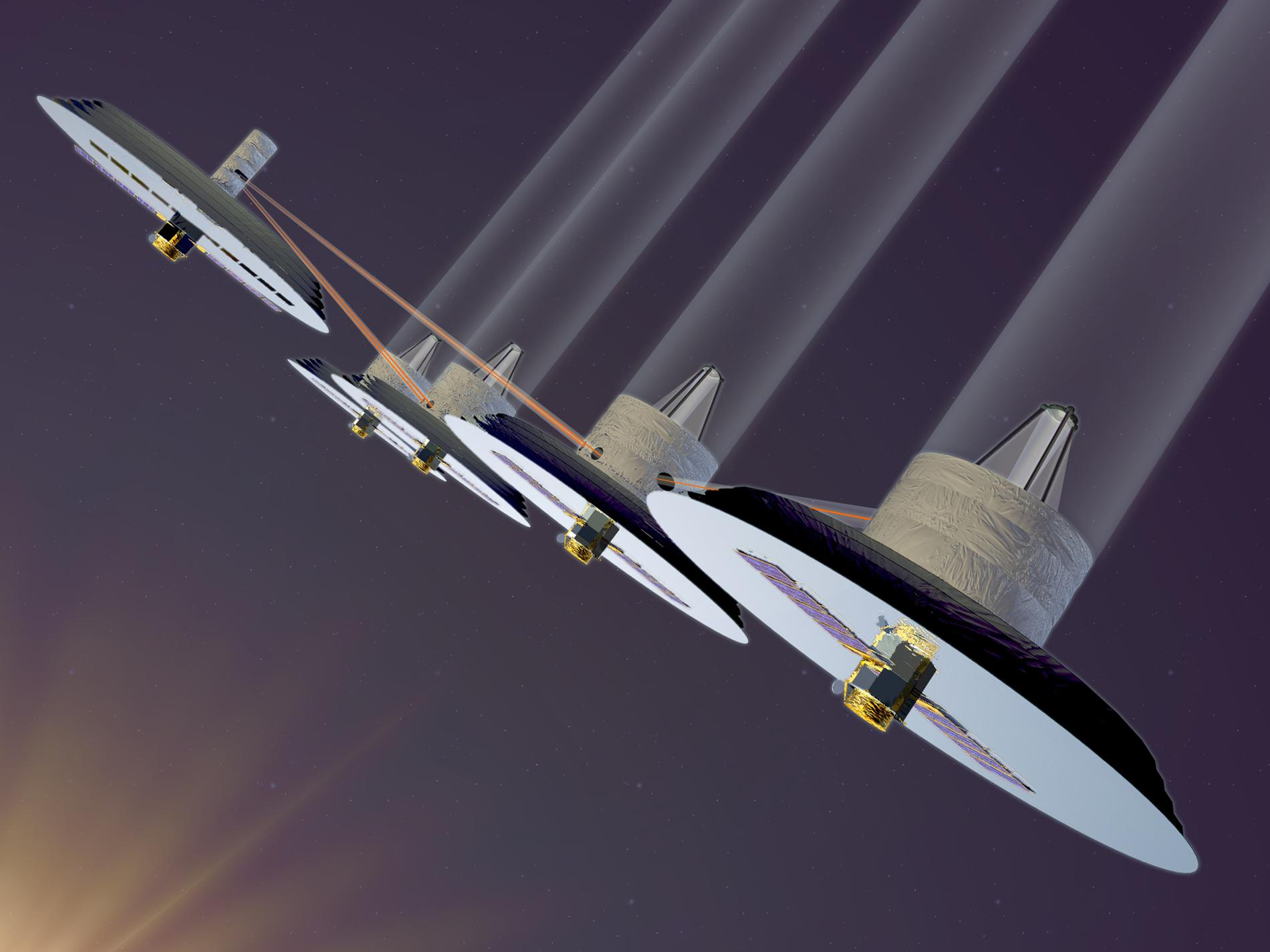
A NASA koncepciója a Terrestrial Planet Finderről. Lehetséges, hogy az idegen civilizációk túl messze vannak az értelmes kommunikációhoz?

##### Az intelligens civilizációk egymástól túl távol esnek térben vagy időben
Lehetséges, hogy léteznek a kolonizálásban nem érdekelt technológiai civilizációk, de egyszerűen túl messze vannak az értelmes kétirányú kommunikációhoz. Ha két civilizációt több ezer fényév választ el egymástól, nagyon is lehetséges, hogy az egyik vagy mindkét kultúra kihal, mielőtt értelmes kommunikációba kezdhetnének. Az emberi kutatók talán képesek felfedezni a létezésüket, de a kommunikáció létrehozhatatlan marad a távolság miatt. Ez a probléma talán valamennyire finomítható, ha a kapcsolatfelvétel vagy kommunikáció egy Bracewell-szondán keresztül történik. Ebben az esetben legalább az egyik partner hasznos információkhoz juthat a szóváltás során. Egy másik módszer esetén, egy civilizáció egyszerűen szétsugározhatja a tudását, és a vevőre bízza, hogy mit tud belőle kihámozni. Ez hasonló ahhoz, ahogyan a Föld ősi civilizációi adhatnak át információkat a jelenkorinak.
A távolság problémáját tovább bonyolítja az a tény, hogy az észlelésre vagy kommunikációra lehetőséget adó időablak akár viszonylag rövid is lehet. Fejlett civilizációk talán periodikusan emelkednek fel és buknak el a galaxisunkban, de ez relatív értelemben talán olyan ritka esemény lehet, hogy csekély annak az esélye, hogy kettő vagy több ilyen civilizáció egyidőben létezzen. Talán már léteztek intelligens civilizációk a galaxisban a földi intelligencia megjelenése előtt, és talán azután is létezni fognak más intelligens civilizációk, miután a földi kihalt, de lehetséges, hogy „jelenleg” az emberi lények jelentik az egyetlen létező intelligens civilizációt. A „jelenleg” kifejezést jelentését némiképp bonyolítja a tér-idő természete és a véges fénysebesség között lévő relativisztikus kapcsolat. Feltéve, hogy egy földön kívüli intelligencia nem képes felénk utazni fénysebesség feletti sebességgel, ahhoz, hogy észleljünk egy 1000 fényévre lévő – még most is létező – intelligenciát, arra van szükség, hogy az a bizonyos intelligencia már legalább 1000 éve legyen aktív.
Van rá esély, hogy letűnt civilizációk létére utaló archeológiai bizonyítékok fedezhetők fel csillagászati észlelések során – különösen akkor, ha hatalmas szerkezeteket, mint például Dyson-gömböket hagytak maguk után – de ez sokkal kevésbé tűnik valószínű lehetőségnek, mint egy virágzó civilizáció nyomainak észlelése.

##### Túl költséges az egész galaxisra kiterjedő terjeszkedés
Számos feltevés, amely az idegen kultúrák kolonizációs képességeivel kapcsolatos, azon a gondolaton alapszik, hogy a csillagközi utazás technológiailag megvalósítható. Bár a fizika törvényeiről alkotott jelenlegi ismereteink kizárják a fénysebességnél gyorsabb utazást, úgy tűnik, hogy „lassú” csillagközi űrhajók megépítésének nincs komoly elméleti akadálya. Ez a gondolat alátámasztja a felvetést, miszerint a Neumann- és Bracewell-szondák a földön kívüli intelligencia lehetséges bizonyítékai.
Ugyanakkor lehetséges, hogy a jelenlegi tudományos ismereteinkkel nem lehet megfelelően felmérni egy ilyen csillagközi kolonizáció megvalósíthatóságát és költségeit. Talán felmerülnek még eddig ismeretlen elméleti korlátok, és az ilyen utakhoz szükséges nyersanyagok és energia költsége olyan magas lehet, hogy valószínűtlenné teszi, hogy bármilyen civilizáció is megengedhetné magának a próbálkozást. Ezt a lehetőséget a perkoláció-elmélet keretei között is megvizsgálták: a kolonizációs törekvések talán nem megállíthatatlan tempóban történnek, hanem inkább egy egyenetlen tendencia szerint a civilizáció határai kifelé „perkolálnak”, mielőtt végül lelassulnak és leállnak a további próbálkozásokkal járó hatalmas költségek miatt, és mivel a kolóniák elkerülhetetlenül önálló kultúrákká és civilizációkká fejlődnek. A kolonizáció ezért „fürtökben” történhet, miközben az egyes lépések között jelentős területek maradnak benépesítelenül.
Egy másik hasonló érv is érvényesül, miszerint a csillagközi utazás fizikailag talán lehetséges, de sokkal költségesebb, mint a csillagközi kommunikáció. Ráadásul, egy fejlett civilizáció számára az utazás talán felcserélhető a kommunikációval, a „tudatfeltöltésen” keresztül, és más hasonló technológiák segítségével. Így hát az első civilizáció talán fizikailag is felfedezte a galaxist, de a későbbi civilizációk olcsóbbnak, gyorsabbnak és egyszerűbbnek találhatják azt, hogy a már létező civilizációkkal lépnek kapcsolatba és tőlük nyernek információt, ahelyett, hogy fizikailag maguk is felfedeznék vagy körbeutaznák a galaxist. Ebben az esetben, mivel az utazás kevés vagy semmilyen fizikai jelenséggel sem járna, valamint az irányított üzenetet a címzetten kívül mások nehezen vennék észre, lehetséges, hogy számos technológiai civilizáció létezik és tartja a kapcsolatot egymással, anélkül, hogy csillagközi távolságokból könnyen észlelhető nyomokat hagynának.

##### Az emberiség talán még nem kutat elég ideje
Az emberiség azon képessége, hogy észlelje és megértse a földön kívüli intelligens életet, még csak nagyon rövid ideje létezik – 1937-től, ha a rádióteleszkóp feltalálását tekintjük a választóvonalnak – és a Homo sapiens geológiailag újkori faj. A modern ember létezésének teljes időszaka (nagyjából 200 ezer év) kozmológiai mércén mérve nagyon rövid időszak, miközben a rádióadások csak 1895 óta általánosak. Emiatt az is lehetséges, hogy az emberi lények vagy nem kutattak még elég ideig ahhoz, hogy más intelligenciákat találjanak, vagy még nem léteznek annyi ideje, hogy mások rájuk találjanak.
Egymillió évvel ezelőtt még nem léteztek volna emberek, akikkel bármilyen földön kívüli küldöttek találkozhattak volna. A múlt felé tett minden egyes további lépéssel egyre kevesebb jelét láthatta volna egy ilyen küldött, hogy intelligens élet fog kialakulni a Földön. Egy hatalmas és már most is ősrégi Univerzumban, egy űrutazó idegen számára talán számos ígéretesebb, meglátogatásra és újralátogatásra váró világ létezik. Ha a „közelmúltban” érkeztek is a Földre idegen küldöttek, a korai emberi kultúrák talán természetfeletti lényeknek nézhették őket.
Ez a feltevés kevésbé hihető, ha az idegen civilizációk inkább a helybenmaradásra vagy kihalásra hajlamosak, mintsem a terjeszkedésre. Ugyanakkor, „annak a valószínűsége, hogy egy területet soha sem látogatnak meg, még végtelen időkorlát mellett sem egyezik nullával”. Tehát, még ha az intelligens élet másfelé is terjeszkedik tovább, statisztikailag lehetséges marad, hogy a földi életet egyszer felfedezik.

#### A kommunikáció technikai okok miatt lehetetlen
Feltételezés, hogy azért nem tudunk kommunikálni, mert a földön kívüli technológia túl fejlett a földiéhez képest és az ebből származó kompatibilitás hiánya vagy pillanatnyi képtelensége miatt nem képes az emberiség a kommunikációra; ahogy akár a fordítottja is igaz lehet, hogy a földön kívüli technológia – már ha van egyáltalán – túl fejletlen a földiéhez.

##### Az emberiség nem megfelelően figyel
Léteznek olyan, a SETI kutatóprogramok mögötti feltevések, amelyek azt is okozhatják, hogy a kutatók elvétik jelenleg is fogható jelek észlelését. Például, a mai rádiós jelanalizálási technikák egyáltalán nem lennének képesek kiszűrni a nagyon erősen tömörített adatfolyamokat (amelyek majdnem teljesen megkülönböztethetetlenek a fehér zajtól azok számára, akik nem ismerik az adott tömörítési eljárást). A földönkívüliek olyan frekvenciákat is használhatnak, amelyekről az emberi tudósok úgy döntöttek, hogy valószínűtlen, hogy jeleket hordoznának, vagy nem képesek áttörni a légkörünkön, vagy olyan modulációt használnak, amelyeket mi nem keresünk. Lehet, hogy a jelek olyan nagy adatsebességűek, hogy az a mi elektronikánk számára kezelhetetlenül gyors. Lehet, hogy „egyszerű” adástechnikákat alkalmaznak de a jelet nem egy fősorozatbeli csillagtól küldik, amelyekre kisebb prioritással terjed ki a kutatás; a jelenlegi programok azt feltételezik, hogy a legtöbb idegen élet Nap-szerű csillag körül keringő bolygón jöhet létre.
A legnagyobb problémát a jelek kereséséhez szükséges rádiós kutatás méretei, a modern eszközök nem megfelelő érzékenysége, és a SETI rendelkezésére álló szűkös erőforrások jelentik. A SETI például úgy becsli, hogy egy olyan szinten érzékeny rádióteleszkóppal, mint az Arecibo Obszervatórium, a Föld televízió- és rádióadásait legfeljebb a Földtől mindössze 0,3 fényévnyi távolságig lehetne érzékelni. Nehéz nagy távolságokból tisztán észlelni egy, a földihez hasonló civilizációt. Egy jelet sokkal könnyebb felfedezni, ha energiája egy szűk frekvenciasávba (keskenysávú adás) fókuszálódik, vagy az égbolt egy kijelölt részére irányítják. Az ilyen jeleket több száztól több tízezer fényéves távolságokig is észlelni lehet. Ugyanakkor ez azt jelenti, hogy a vevőnek a megfelelő frekvenciatartományra kell figyelnie és az űr azon régiójában kell tartózkodnia, ami felé a jelet küldték. Számos SETI kutatás megengedi magának a feltételezést, hogy a földön kívüli civilizációk szándékosan olyan jeleket fognak sugározni (mint az arecibói üzenet), hogy felfedezzék őket.
Eszerint, hogy rádiókibocsátásaik alapján észleljük az idegen civilizációkat, a földi megfigyelőknek vagy érzékenyebb műszerekre van szükségük, vagy a körülmények olyan szerencsés összejátszásában kell bízniuk, hogy az idegen rádiótechnológia széles sávú rádióadásai sokkal erősebbek, mint a sajátjaink; hogy az egyik SETI program megfelelően figyeli az űr helyes régiójából érkező megfelelő frekvenciákat; vagy, hogy az idegenek egy az arecibói üzenethez hasonló fókuszált adást küldenek, nagyjából a mi irányukba.

##### A civilizációk csak egy rövid ideig sugároznak észlelhető rádiójeleket
Lehetséges, hogy az idegen civilizációk a rádiósugárzásuk révén csak egy rövid ideig észlelhetőek, ami csökkentené annak esélyét, hogy rájuk bukkanjunk. Két lehetőség van ebben az esetben: a civilizációk túllépnek a rádión a technológiai fejlődés következtében, vagy az erőforrások kimerülése lerövidíti az időt, amíg egy faj sugározhat.
Az első gondolat, hogy a civilizáció fejlődése során túllép a rádión, a „száloptika közbelépésén” alapszik: a rádiósugárzás technológiájának nagy távolságú adásokhoz való használata alapvetően az energia és a hasznos sávszélesség pazarlása, mivel a rádiósugárzás általában minden irányban egyenlően terjed és ehhez relatíve nagy teljesítményre van szükség. Az emberi technológia jelenleg elmozdul a nagytávolságú rádiókommunikáció irányából és kábelek, optikai szálak, keskenysávú mikrohullámok, valamint lézer alkalmazásával cseréli fel azt. A legkorszerűbb technológiák, amik rádióhullámokat alkalmaznak, mint a mobiltelefonok és a Wi-Fi hálózatok, mind kis teljesítményű, rövid hatótávú adókat használnak a számos földi állomással való kommunikációhoz, amelyek viszont üvegszálakkal vagy keskenysávú rádiókapcsolattal vannak összekötve. A televízió, mivel a huszadik század közepén lett kifejlesztve, olyan adókat alkalmaz, amelyek erős keskenysávú hordozó jeleket használnak, amik talán a legkönnyebben észlelhető ember által keltett jelek az űrben; ugyanakkor az ezen technológiát a közeljövőben felváltó digitális televízió már széles sávú, szórt spektrumú modulált jelet alkalmaz, sokkal kisebb jelteljesítménnyel. Az vitatott, hogy e változások miatt a Föld néhány évtizeden belül sokkal kevésbé lesz-e majd észlelhető a rádióspektrumban. Hipotetikusan az is felmerülhet, hogy a fejlett idegen civilizációk teljes körűen túllépnek az elektromágneses spektrum használatán és a fizika olyan elveinek segítségével kommunikálnak, amelyeket mi még nem ismerünk. Így hihetőnek tűnik, hogy más civilizációk csak viszonylag rövid ideig lehetnének észlelhetőek, a rádió feltalálása és a fejlettebb technológiák felé való elmozdulásuk között.
Egy másik érv az, hogy a környezeti erőforrások kimerülése hamarosan a technológiai lehetőségek csökkenéséhez vezet. Az emberi civilizáció csupán néhány évtizede képes a csillagközi rádiókommunikációra és máris nagyarányban meríti ki a fosszilis energiahordozókat, és a lehetséges olajcsúcs problémájával küszködik. Talán már néhány évtizeden belül az energia ára túl magassá, és a szükséges elektronika és számítógépek előállítása túl nehézzé válthat az emberiség számára ahhoz, hogy folytassák a kutatást. Ha az energiakészletekre vonatkozó megkötések más civilizációkra is ugyanúgy érvényesek, akkor a rádiótechnológia talán egy rövid életű jelenség. Ebben az esetben, ha két civilizáció véletlenül nincs egymás közelében és nem egyszerre fejlesztik ki a csillagközi kommunikáció képességét, akkor gyakorlatilag mindkét civilizáció számára lehetetlenné válik, hogy „beszéljenek” a másikkal.
Az erőforrások kimerülésének érvét kritizálók arra mutatnak rá, hogy egy energiafogyasztó civilizáció nem feltétlenül függ a fosszilis energiahordozóktól. Léteznek alternatív energiaforrások is, mint a napenergia, ami megújuló, és a technikai korlátokhoz viszonyítva hatalmas lehetőségek lakoznak benne. Ahhoz, hogy a fosszilis energiahordozók kimerülése miatt egy civilizáció „technológiai szakasza” véget érjen, valamilyen elkerülhetetlen technológiai regressziónak kell bekövetkeznie, ami megakadályozza a megújuló energiaforrások kiaknázását.

#### Képtelenek a kapcsolatra, vagy kerülik azt
Feltételezés, hogy az idegen civilizációk valamiért nem képesek a kapcsolatra, vagy valamilyen okból kimondottan kerülik a kapcsolatfelvételt.

##### A Föld szándékosan el van különítve – az állatkert-hipotézis
Lehetséges, hogy az abba vetett hit, hogy az idegen fajok kommunikálnának az emberi fajjal, valójában téveszme, és az idegen civilizációk talán akkor sem akarnak velünk kommunikálni, ha az ehhez szükséges technológia rendelkezésükre áll. Egy lehetséges ok, amiért az idegen civilizációk nem akarhatnak kommunikálni, az úgynevezett állatkert-hipotézis: az az elgondolás, hogy a Föld az idegen civilizációk megfigyelése alatt áll, tanulmányozzák, vagy megőrzik egy elkülönített „állatkerti vagy vadon területen”.
Számos más ok is felmerült eddig, amiért egy idegen faj kerülheti a kommunikációt. Az idegenek talán csak akkor engedik meg a kapcsolatfelvételt, ha az emberi faj már megfelel bizonyos etikai, politikai vagy technológiai elvárásoknak. Lehet, hogy nem akarnak beavatkozni a természetes, tőlük független fejlődésünkbe. A Föld talán kifejezetten egy kísérlet része, amelyet a kapcsolatfelvétel elrontana, vagy úgy érzik, hogy a kapcsolatfelvétel (számunkra vagy számukra) túl veszélyes. A fejlett civilizációk esetleg szándékosan elbújnak nem csak a Föld, hanem mindenki más elől, hiszen a galaxis veszélyes hely.
Ezek a felvetések akkor a leghihetőbbek, ha csak egyetlen civilizáció van a vételi körzetünkben, vagy idegen civilizációk között létezik egy homogén kultúra vagy törvény, ami kimondja, hogy a Föld védett. Ugyanakkor, ha több idegen kultúra létezik, akkor ez az elmélet megbukhat az egységes szándék sérülésével: csak egyetlen a vételi körzetünkben lévő kultúrára vagy civilizációra van szükség, amelyik úgy dönt, hogy ellenszegül a rendelkezésnek, és egy ilyen esemény valószínűsége a civilizációk számának növekedésével arányosan növekszik.
Ehhez kapcsolódó gondolat az, hogy az általunk érzékelt Univerzum egy szimulált valóság. A planetárium hipotézis azt állítja, hogy bizonyos lények talán létrehoztak egy szimulált Univerzumot számunkra, amelyben szándékosan tűnik úgy, hogy az minden más élettől mentes. A Nick Bostrom által felvetett szimuláció-érv azt mondja ki, hogy az ilyen szimuláció tartalmazhat más életformákat is, de egy ilyen látszólagos élet nem lehet nálunk sokkal fejlettebb, hiszen minél fejlettebb egy civilizáció, annál nehezebb azt szimulálni. Ez megmagyarázná, hogy miért nem találunk semmit, hiszen a saját technológiánk még nem elég fejlett ahhoz, hogy a saját fejlettségi szintünkhöz közel álló civilizációkat észlelhessünk.

##### Túlságosan idegenek
Egy másik lehetőség, hogy az emberi gondolkodók alábecsülték, hogy az idegen élet mennyire különbözhet a Földön megszokottól. Frank Drake, a már említett Drake-formula megalkotója a hetvenes évek elején vetette fel a kérdést: van-e elméleti lehetőség arra, hogy a Földtől radikálisan különböző környezetekben, pl. egy neutroncsillag felszínén értelmes élet alakuljon ki? Amennyiben egy földön kívüli civilizáció fizikai jellemzői túlságosan eltérnek a szén-alapú földiétől – akár mert eleve így fejlődtek ki, akár mert egy technológiai szingularitás hatásán estek át; a kapcsolatfelvétel – sőt egyáltalán az észlelés – már csak emiatt is rendkívül nehéz lehet.
Az idegen pszichék más okokból is túlságosan eltérőek lehetnek ahhoz, hogy emberi lényekkel kommunikálhassanak és ezt képtelenek megkísérelni, vagy nem is áll szándékukban. „A kapcsolat bizonyos tapasztalatok, fogalmak, vagy legalább következmények, állapotok cseréjét jelenti, no de ha nincs mit kicserélni?” Az emberi matematika, nyelv, eszközhasználat, valamint hasonló fogalmak és kommunikációs lehetőségek ilyen formában talán csak a Földön ismertek, más intelligens élet számára azonban nem.

##### Technológiai szingularitás átélésére hajlamosak
Egy másik lehetséges magyarázat az, hogy a technológiai civilizációk technológiai szingularitáson esnek át és egy új emberfeletti (vagy „idegenfeletti”) formát érnek el. Az ilyen elméleti civilizációk talán elég nagymértékben megváltoztak ahhoz, hogy az a kommunikációt lehetetlenné tegye. A szingularitás utáni civilizáció intelligenciáinak például esetleg nagyobb mennyiségű információcserére van szükségük, mint az a csillagközi kommunikáció keretében lehetséges. Vagy talán az összes információ, amivel az emberiség szolgálhatna, kezdetlegesnek tűnne számukra és ezért nem is próbálnak kommunikálni velünk, mint ahogyan az ember sem kísérel meg egy hangyával való beszélgetést.
Ennél extrémebb szingularitás utáni formák is felmerültek, leginkább a fiktív irodalomban: lények, akik levetik magukról fizikai formájukat és óriási virtuális környezeteket hoznak létre, majd tudatáttöltéssel ezekbe a környezetekbe költöznek, és ebben a virtuális világban élnek tovább, figyelmen kívül hagyva a külső fizikai valóságot. Meglepően korai vázlatok, mint például Lewis Padgett novellája, a Mimsy were the Borogoves (1943), mutatják be a fejlett lények átköltözését a jelenleg ismert fizikai világból egy másik, feltehetően elfogadhatóbb alternatívába.
Ezen nézőpont egy másik verzióját, amely a jövőben, felemelkedett lényekre utaló „leletek” SETI általi megtalálását jósolja, és tartalmazza a lentebb tárgyalt állatkert-hipotézis egy variációját, a szingularitás-kutató John Smart vetette fel. Eszerint a felemelkedett civilizációk viszonylag rövid időn belül teljesen elhagyják az ismert Univerzumot és az „alacsonyabbrendű”, fiatal civilizációkkal nem kívánnak kapcsolatba lépni.

##### Ők nem technológiaiak
Az nem egyértelmű, hogy egy intelligens lényekből álló civilizációnak technológiainak kell lennie. Ha egy idegen faj nem fejleszt technológiát, mert a környezetében ez túl bonyolult, mert úgy dönt, hogy nem akar, vagy bármilyen más okból, akkor az embereknek nagyon nehéz lesz észlelniük őket. Maga az intelligencia, az élettel ellentétben, nem feltétlenül látható csillagközi távolságokból. Habár léteznek különböző távérzékelési technikák, amik esetleg életet hordozó bolygókat észlelhetnek, egyik sem képes megkülönböztetni az intelligens, de nem technológiai életet a nem intelligens élettől. Még elméletben sem vetődtek fel erre használható módszerek, az űrhajósok vagy űrszondák által tett látogatás lehetőségén kívül. Erre a kérdésre néha az „algae vs. alumnae” problémaként hivatkoznak.

##### Már itt vannak, de észrevétlenül
Lehetséges, hogy az intelligens idegen életformák nemcsak, hogy léteznek, de már jelen is vannak a Földön. Azért nem vesszük észre őket, mert ők ezt nem akarják, az emberi lények technikailag képtelenek erre, vagy, mert a társadalmak nem fogadják el a meglévő bizonyítékok hitelességét.
Nem észszerűtlen azt feltételezni, hogy ha egy életforma elég intelligens és fejlett ahhoz, hogy képes legyen a Földre utazni, akkor ahhoz is elég fejlett, hogy itt észrevétlen maradjon. E szerint a nézőpont szerint az idegenek már megérkeztek a Földre, vagy a Naprendszerbe, és tanulmányozzák bolygónkat, miközben elfedik a jelenlétüket. A megfigyelések többféleképpen is folyhatnak olyan módokon, amelyeket nehéz lenne észlelni. Például molekuláris nanotechnológiával megalkotott mikroszkopikus megfigyelő eszközök egy komplex rendszerét telepíteni lehetne a Földre és működésük rejtve maradna, vagy kifinomult műszerekkel távolabbról is lehetséges passzív megfigyelést végezni.
Számos UFO-kutató és -vadász azt állítja, hogy a társadalom egésze igazságtalanul elfogult az idegen emberrablások, UFO-észlelések és fizikai találkozások állítólagos eseteivel szemben, és ennek következtében nem lenne túl befogadókész a bolygónkat látogató idegenek létezésére utaló bizonyítékokra. Mások bonyolult összeesküvés-elméletekkel állnak ki amellett, hogy a politikai elit tagjai elhallgatják a közvélemény elől az idegen látogatásra utaló bizonyítékokat, annak érdekében, hogy elrejtsék az emberek és idegenek között kialakult kapcsolat valódi kiterjedtségét. Az ehhez hasonló forgatókönyveket már évtizedek óta megjelenítik a popkultúrában is.